# 毘濕奴派

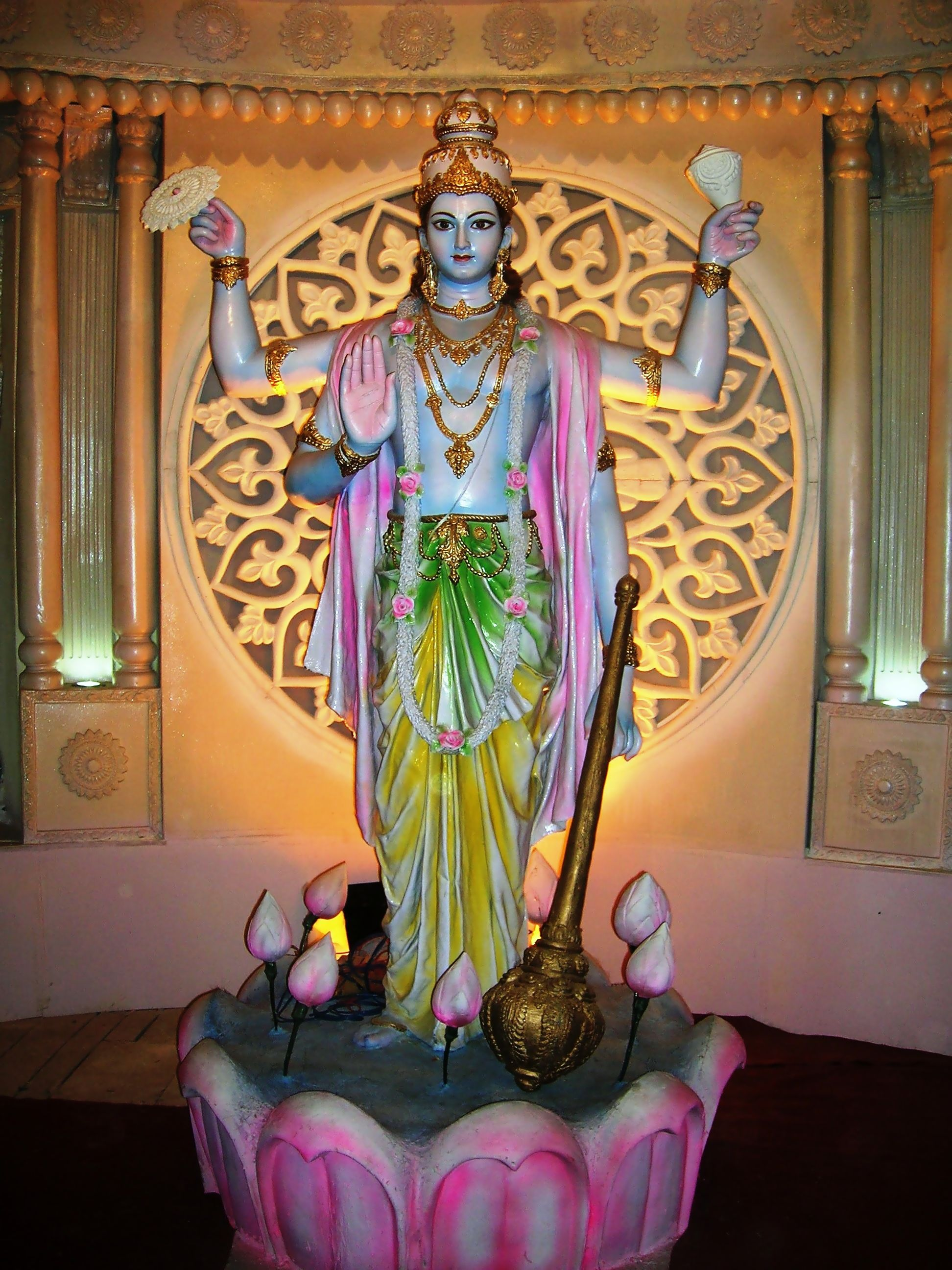
毗濕奴

毗濕奴派（Vaisnava dharma），又寫為毘濕奴派，印度教的主要分支之一，與濕婆派、性力派等傳統並列。以崇拜毗濕奴及其十大化身為主要信仰，特別是黑天。他們的信仰中，特別重視巴克蒂（Bhakti）與巴克蒂瑜伽（Bhakti yoga），以奧義書傳承為核心。在毗濕奴派之下，有又許多小的分支。